# Fläckmarkspindel
Fläckmarkspindel (Phaeocedus braccatus) är en spindelart som först beskrevs av Ludwig Carl Christian Koch 1866.  Fläckmarkspindel ingår i släktet Phaeocedus och familjen plattbuksspindlar. Arten är reproducerande i Sverige. Utöver nominatformen finns också underarten P. b. jugorum.